# Ànafes (general)
Ànafes (en llatí Anaphēs, en grec antic Ἀνάφης Anaphēs) era un general persa del segle v aC.
Heròdot en parla, i diu que era el general que dirigia el contingent dels susians durant la invasió de Grècia per Xerxes I de Pèrsia. Heròdot el fa fill d'Òtanes i com que el noble Ànafes, autor de la mort de l'usurpador Esmerdis de Pèrsia junt amb Darios I de Pèrsia i altres nobles, consta a la llista que dona Heròdot amb el nom d'Òtanes, s'ha suposat que es tractaria realment del seu fill, Ànafes II, sàtrapa de Capadòcia.